# Ітрабо
Ітрабо (ісп. Itrabo) — муніципалітет в Іспанії, у складі автономної спільноти Андалусія, у провінції Гранада. Населення — 1152 особи (2010).
Муніципалітет розташований на відстані близько 400 км на південь від Мадрида, 41 км на південь від Гранади.

## Демографія
Динаміка населення (INE ):

## Галерея зображень

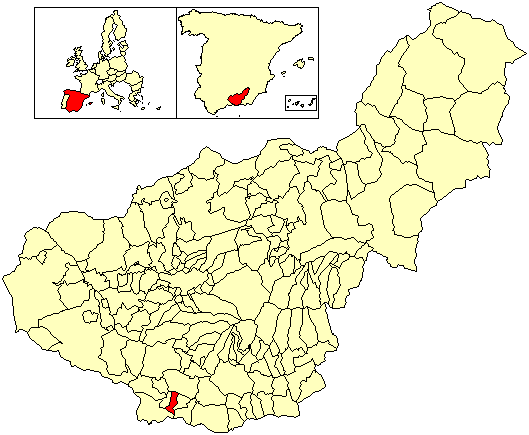
Розташування муніципалітету у провінції Гранада
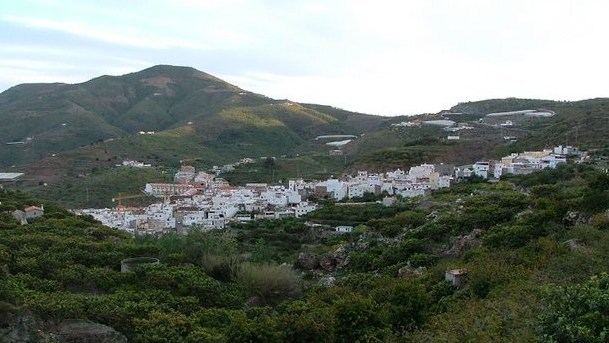
Панорама Ітрабо
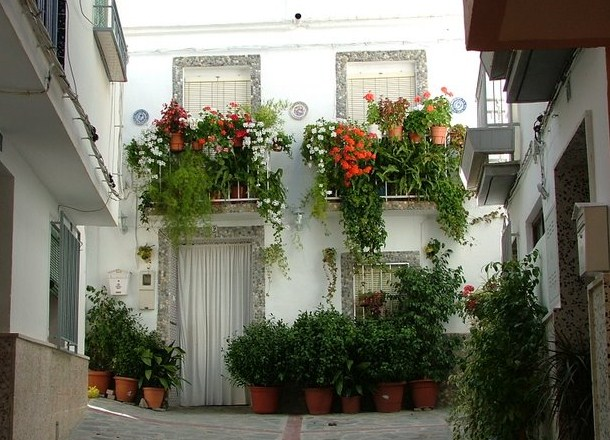
Типова вулиця Ітрабо
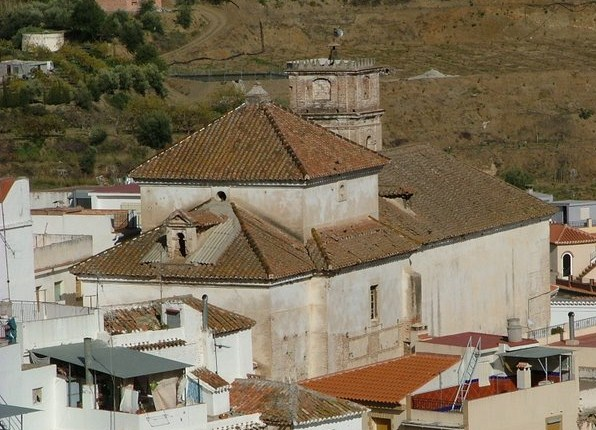
Церква Нуестра-Сеньйора-дель-Кармен, Ітрабо